# Mosteiro de Agia Triada
O Mosteiro de Agia Triada (Santíssima Trindade) (em grego: Μονή Αγίας Τριάδας; romaniz.: Moní Agías Triádas) ou Mosteiro de Agia Triada Tsangarolon é um mosteiro ortodoxo grego localizado na unidade regional de Chania, situado na península de Acrotíri, 15 km a nordeste de Chania na ilha grega de Creta.

O mosteiro foi construído em 1634, no local onde existia uma capela dedicada aos doze apóstolos.

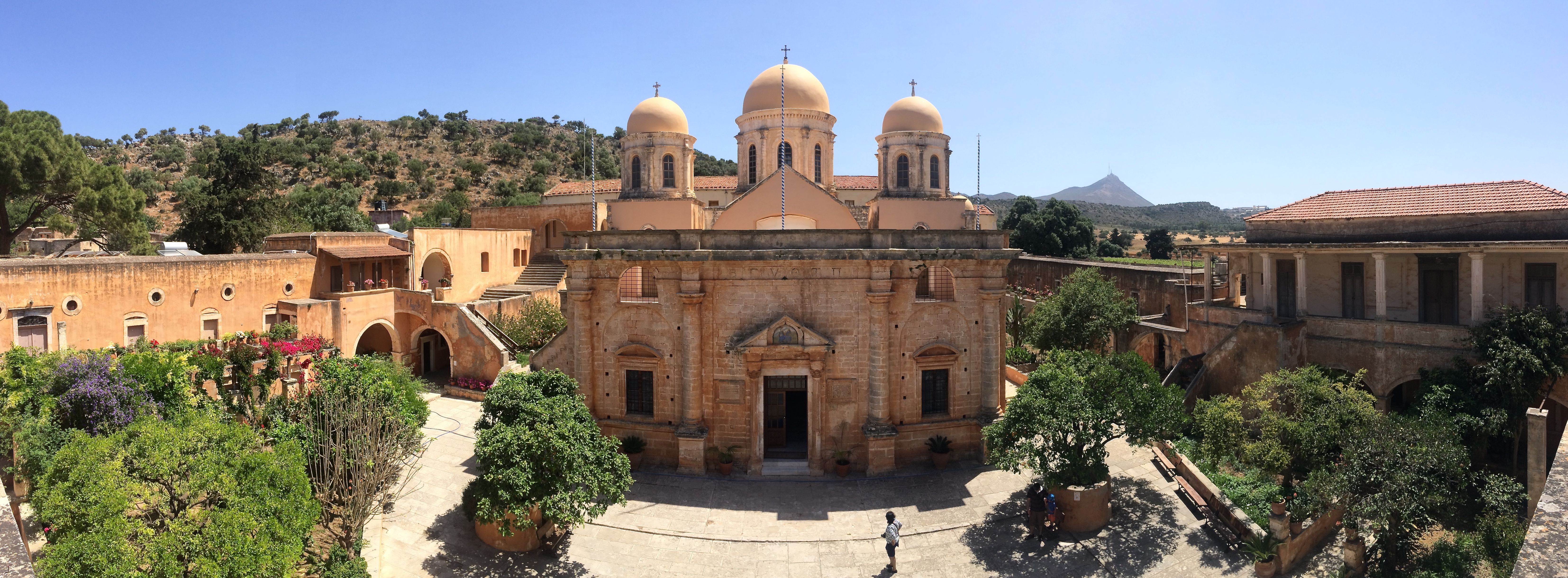
Vista frontal do mosteiro.